# Astata boops boops
Astata boops boops é uma subespécie de insetos himenópteros, mais especificamente de vespas pertencente à família Crabronidae.
A autoridade científica da subespécie é Schrank, tendo sido descrita no ano de 1781.
Trata-se de uma subespécie presente no território português.